# Balla-barlang
A Balla-barlang Magyarország fokozottan védett barlangjai közül az egyik. Az a nevezetessége, hogy Magyarországon először innen került elő őskőkorinak leírt embermaradvány. A Bükki Nemzeti Park területén található.

## Leírás
Az inaktív forrásbarlang messziről látható, hatalmas, vízszintes tengelyirányú főbejárata Répáshuta szélén, Répáshuta központjától légvonalban 400 méterre, délkeletre, a Balla-bérc lejtőjén, 565 méter tengerszint feletti magasságban nyílik. Négy bejárata van. A völgy felett 53 méterrel magasabban van a barlangot és a leleteit bemutató tábla. Triász időszaki mészkőben alakult ki az inaktív forrásbarlang. Egy 54 méter hosszú, átlagosan hat méter magas, 8–10 méter széles csarnok alkotja. Szabadon látogatható, megtekintéséhez lámpa szükséges.
1911-ben volt először Balla-barlangnak nevezve a barlang az irodalmában. Előfordul a barlang az irodalmában Balla barlang (Polgárdy 1941), Ballabérci 1. barlang és Balla-bérci Balla-barlang (Hevesi 2002) neveken is.

## Kutatástörténet
A barlang feltárását 1909-ben Hillebrand Jenő kezdte el, és már a próbagödör kiásásakor megtalálta a híres gyermekcsontokat, amelyeket Lenhossék Mihály vizsgált. A következő évben Hillebrand Jenő, Kadić Ottokár és Kormos Tivadar kutatta a barlangot. 1911-ben Hillebrand Jenő Kormos Tivadarral folytatta a munkát, amelyet 1913-ban fejeztek be. A felső kettő holocén rétegből újkőkori és bronzkori leletanyag került elő. Az alatta lévő sárga löszös réteg állatcsont anyaga leginkább a pleisztocén végi Pilisszántói szakasz faunájához hasonlít. Barlangi medve, barlangi hiéna és ősbölény csontjai is előkerültek belőle.
A réteg felső részében talált körülbelül másfél éves gyermekcsontváz kora ma már kétséges. Nem kizárt, hogy a neolitikumhoz tartozik. A csontváz különlegessége a felszínhez közeli helyzete ellenére tapasztalható archaikus jelleg, a rendkívül hosszú és vastag falú koponya, a prognath arc, a gyengén fejlett állcsúcs és az állkapocs belső oldalán alig tapintható tövisnyúlvány. Ezek mind az ősi formák jellegzetességei. A mélyebben lévő rétegekben a korai szeleta kultúra és a bábonyi kultúra eszközeit találták. Az 1,7 méter mélyről gyűjtött faszenek vizsgálati eredménye Hollendonner Ferenc hagyatékából ismert. A faszenek juhar, kőris, hárs, som és kökény maradványok.
Az 1926. évi Esztergom Évlapjaiban megjelent tanulmányban szó van arról, hogy az aurignacien fajtához tartozik a répáshutai (Borsod megye) Balla-barlangból előkerült gyermekcsontváz, melyet a diluviális rétegből 1909-ben Hillebrand Jenő ásott ki. Az 1932-ben kiadott, Az Aggteleki cseppkőbarlang és környéke című könyvben, a Bükk hegység barlangjairól szóló részben szó van arról, hogy Répáshuta határában, a Balla-bérc lejtőjén helyezkedik el a Balla-barlang. Sok, diluviális csontleletet fedeztek fel talajának rétegeiben. Itt került elő Magyarországon az első ősembermaradvány, mert Hillebrand Jenő 1909-ben a barlangban megtalálta egy kb. 1¼ éves gyermek csontjait. Ennek a barlangnak a leletei között is gyakoriak a kőeszközök. Az ismertetés 4 publikáció alapján lett írva. Az 1932-ben napvilágot látott, Természetvédelem és a természeti emlékek című könyvben meg vannak ismételve a könyv 1931. évi kiadásának Balla-barlangot tárgyaló részei. 1934. február 22-én 8 órakor –5 °C külső hőmérsékletnél a barlangszinten az előrészben –4 °C, a barlangszinten a középső részben –4,5 °C, a barlangszinten a hátsó részben –4,5 °C hőmérsékletet mért Dancza János. Ugyanakkor ugyanazokon a pontokon, de két méter magasságban –4 °C, –4,5 °C és –3,2 °C volt a hőmérséklet.
Az 1939. évi Barlangvilágban megjelent, Kadić Ottokár által írt dolgozat szerint a Bükk hegységben található Szeleta-barlangban, Balla-barlangban, Herman Ottó-barlangban, Kecske-lyukban, Három-kúti-barlangban, Istállós-kői-barlangban, Büdös-pestben és Puskaporosi-kőfülkében végzett rendszeres ásatások annyi őslénytani és ősrégészeti anyagot szolgáltattak, hogy abból megtelne egy múzeumi terem. Az 1941-ben napvilágot látott Magyar turista lexikonban külön szócikke van a barlangnak. A kiadványban az van írva, hogy a 30×8 m alapterületű Balla barlang (Bükk hegység) Répáshuta közelében, a Balla-bérc (639 m) oldalában található. A barlangból 1909-ben előkerültek a magyarországi első ősember csontmaradványai. Az egyéves ősembercsecsemő csontmaradványai nem a paleolitok rétegében, hanem a feljebb lévő sárga, mészkőtörmelékes barlangi agyagban feküdtek. A gyermekcsontváz mellett voltak apró madár- és emlőscsontok is.

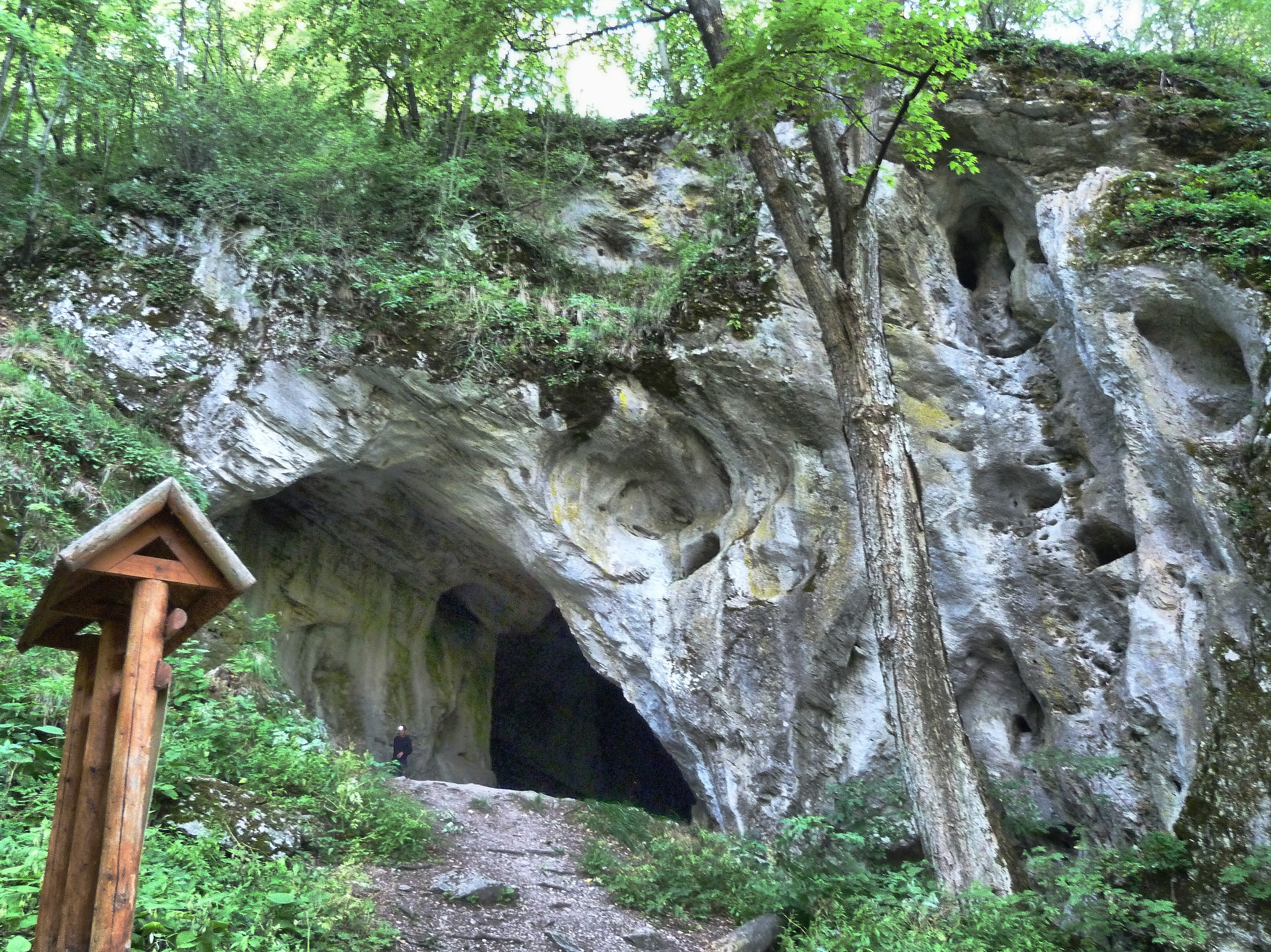
A Balla-barlang bejárata 2017-ben

Az Országjárás 1942. évi évfolyamában meg lett említve, hogy a Bükk egyik nevezetes barlangja a Répáshuta felett található barlang, amely híres ősrégészeti szempontból. 1951 óta régészeti védelem alatt áll a barlang. 1976-ban vált országos jelentőségű barlanggá az 5300-as (Bükk) barlangkataszteri területen lévő, répáshutai Balla-barlang. Az 1976-ban kiadott, Bertalan Károly és Schőnviszky László által összeállított Magyar barlangtani bibliográfia barlangnévmutatójában meg van említve a Bükk hegységben lévő barlang Balla-barlang néven. A barlangnévmutatóban fel van sorolva 44 irodalmi mű, amelyek foglalkoznak a barlanggal.
Az 1976-ban befejezett, Magyarország barlangleltára című kéziratban az olvasható, hogy a Balla-barlang a Bükk hegységben, Répáshután helyezkedik el. Répáshuta temetője felett, a Balla-bérc oldalában, 543 m tszf. magasságban van tág, csarnokszerű bejárata. A barlang 35 m hosszú, 8 m széles és 10 m mély. Omladozó, egykori patakos barlang. Kitöltésében ősemberi maradványokat és eszközöket találtak. A kézirat barlangra vonatkozó része 1 irodalmi mű alapján van írva. Az 1976-ban összeállított országos jelentőségű barlangok listájában lévő barlangnevek pontosítása után, 1977. május 30-án összeállított országos jelentőségű barlangok listáján rajta van a Bükk hegységben, Répáshután található barlang Balla-barlang néven.
Az 1977-ben kiadott, Bükk útikalauz című kiadványban az olvasható, hogy Répáshutától délre, a temető felett, a Balla-bérc oldalában van tág bejárata és a Bükk egyik legnevezetesebb barlangja. Hillebrand Jenő barlangi medve, barlangi hiéna, ősbölény és tarándszarvas csontjai mellett a korai Szeleta-kultúra jellegzetes kőeszközeit tárta fel a 35 méter hosszú, 10 méter széles és négy méter magas, csarnokszerű üreg kitöltésének alsó szintjéből. Barlangi medve, szibériai pocok és tarándszarvas csontokat, valamint a felső kőkorszaki ember apró kőeszközeit és egy kőkorszaki gyermek koponyáját ásta ki a kitöltés felső szintjéből.

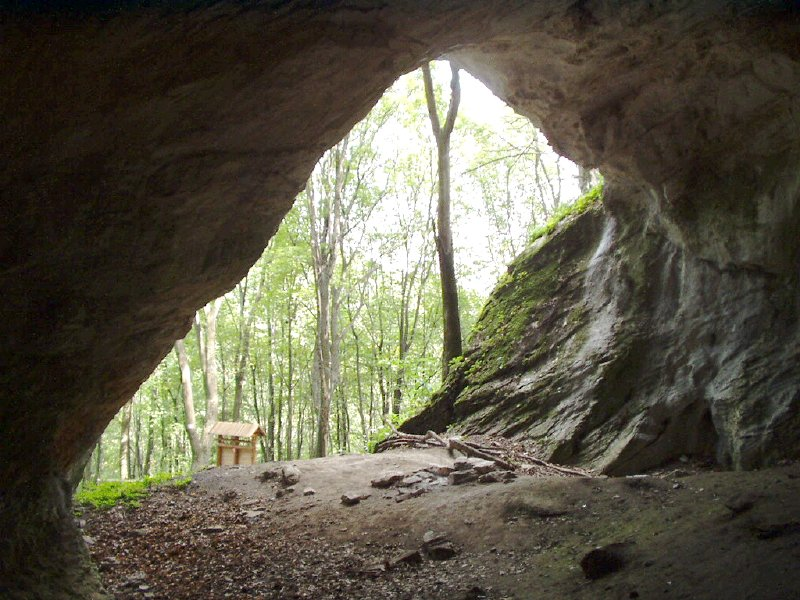
Kilátás a Balla-barlangból

Az 1979-ben napvilágot látott, Barlangok a Bükkben című könyvben szó van arról, hogy Répáshutáról a K jelzésen lehet eljutni a Balla-völgybe, ahol a településtől D-re, a temető felett megtalálható a Balla-barlang bejárata. A 35×10 m alapterületű és 4 m magas csarnokból a szeleta-kultúra jellegzetes kőeszközei kerültek elő a csontmaradványokon kívül. Egy fiatal kőkori gyermekkoponya maradványát is megtalálták a felsőbb rétegekben. A könyvhöz mellékelt, a Bükk hegység barlangokban leggazdagabb területét bemutató térképen látható a 60-as számmal jelölt barlang földrajzi elhelyezkedése. Az 1980. évi Karszt és Barlang 1. félévi számában publikálva lett, hogy a kiemelt jelentőségű Balla-barlang az 5300-as barlangkataszteri területen (Bükk hegység) helyezkedik el. A barlangnak 5381/1. a barlangkataszteri száma. Az MKBT Dokumentációs Bizottsága a helyszínen el fogja helyezni, a többi kiemelt jelentőségű barlanghoz hasonlóan, a barlang fémlapba ütött barlangkataszteri számát. A barlangkataszteri szám beütéséhez alapul szolgáló fémlap ugyanolyan lesz mint a többi kiemelt jelentőségű barlang fémlapja.
1982. július 1-től az Országos Környezet- és Természetvédelmi Hivatal elnökének 1/1982. (III. 15.) OKTH számú rendelkezése (1. §. és 3. §., illetve 5. sz. melléklet) értelmében a Bükk hegységben lévő Balla-barlang fokozottan védett barlang. Fokozottan védett barlang régészeti, őslénytani és tájképi értéke miatt lett. Az 1982. szeptember–októberi MKBT Műsorfüzetben meg van említve, hogy a Bükk hegységben található Balla-barlang fokozottan védett barlang. A felsorolásban a barlangnevek az MKBT által jóváhagyott és használt helyesírás szerint, javított formában lettek közölve. Az 1983. október 25-én készült barlangkataszteri törzslap szerint 545 m tszf. magasságban, Répáshután nyílik három bejárata. Becsléssel 60 m hosszú, becsléssel 38 m vízszintes kiterjedésű és becsléssel 15 m magas. Felső triász mészkőben alakult ki az elágazó inaktív forrásbarlang, amelyben kürtő és montmilch is megfigyelhető. Szabadon látogatható. A főjárat barlangjáró alapfelszerelés nélkül járható. A csőjárat könnyű mászással, barlangjáró alapfelszereléssel járható. A lépcsős járat könnyű mászással, kötéltechnikai eszközökkel járható. A barlanghoz tartozik a bejárat melletti, a bejárattól jobbra lévő kis kőfülke. Még nincs bejárva a bejárat szálkövében, fenn látható néhány nyílás.
Az 1984-ben kiadott, Magyarország barlangjai című kiadványnak a magyarországi őslénytani és régészeti ásatásokat áttekintő részében szó van arról, hogy Hillebrand Jenő és Kormos Tivadar 1909-től bekapcsolódtak a magyarországi barlangok ásatásába, és néhány év alatt Magyarország majdnem mindegyik nagy barlangi lelőhelyén, pl. a Balla-barlangban is ásatást végeztek. A könyv országos barlanglistájában szerepel a Bükk hegységben lévő barlang Balla-barlang néven. A listához kapcsolódóan látható az Aggteleki-karszt és a Bükk hegység barlangjainak földrajzi elhelyezkedését bemutató 1:500 000-es méretarányú térképen a barlang földrajzi elhelyezkedése.
1986. november 5-én Horváth Károly, Juhász Márton és Pál Ferenc készítették el alaprajz térképét, amely 1:100 méretarányban lett rajzolva. A térkép szerint 41+13 méter hosszú, 42 méter vízszintes kiterjedésű, 9,4 méter függőleges kiterjedésű, 1,2 méter mély és 8,2 méter magas. A főbejárat 10,1 méter széles és 7,9 méter magas. 1986-ban szerkesztve lett hossz-szelvényt két keresztszelvénnyel ábrázoló térkép is, amely 1:100 méretarányban készült. 2001. május 17-től a környezetvédelmi miniszter 13/2001. (V. 9.) KöM rendeletének értelmében a Bükk hegység területén lévő Balla-barlang fokozottan védett barlang. Egyidejűleg a fokozottan védett barlangok körének megállapításáról szóló 1/1982. (III. 15.) OKTH rendelkezés hatályát veszti.

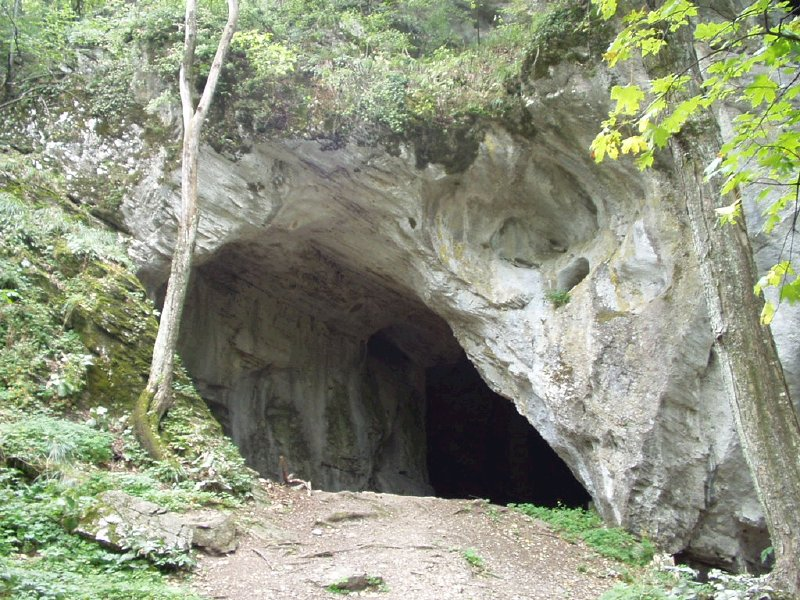
A Balla-barlang bejárata 2004-ben

A 2003-ban napvilágot látott Magyarország fokozottan védett barlangjai című könyvbe az lett írva, hogy 54 m hosszú, 9,4 m függőleges kiterjedésű, 1,2 m mély, 8,2 m magas, 42 m vízszintes kiterjedésű és 565 m tengerszint feletti magasságban nyílik. A 2005-ben kiadott Magyar hegyisport és turista enciklopédia című kiadványban önálló szócikke van a barlangnak. A könyvben az olvasható, hogy a Balla-barlang a Bükk hegység ősrégészeti leleteiről híres, 1951-től régészeti védelem alatt álló, 1982 óta fokozottan védett természeti értéke. Répáshuta szélén, a Balla-bérc lejtőjén, 565 m tengerszint feletti magasságban van a barlang messziről is látható hatalmas bejárata. Triász mészkőben jött létre az inaktív forrásbarlang. Az 54 m hosszú, 8–10 m széles és átlagosan 6 m magas csarnok kitöltésének alsó szintjében barlangi medve, ősbölény és barlangi hiéna csontjai mellett a korai Szeleta-kultúra jellegzetes kőeszközeit találták meg. A kitöltés felső szintjéből az őslénytani leletek, illetve az őskőkori ember törpe pengéi mellett jégkorszak végi, kb. 1,5 éves gyermek koponyája került elő, amelyet 1909-ben Hillebrand Jenő fedezett fel. A szabadon bejárható barlang megtekintéséhez lámpa kell. Hillebrand Jenő szócikkében meg van említve, hogy Hillebrand Jenő a Balla-barlangban Magyarországon először fedezett fel ősemberi csontmaradványokat.
2005. szeptember 1-től a környezetvédelmi és vízügyi miniszter 23/2005. (VIII. 31.) KvVM rendelete szerint a Bükk hegységben lévő Balla-barlang fokozottan védett barlang. Mészáros Lukács 2011-ben publikált tanulmányában az olvasható, hogy Mészáros Lukácsék átvizsgálták a pilisszántói szintbe sorolt Balla-barlangnak és további 13 barlangnak a Magyar Természettudományi Múzeum Föld- és Őslénytárában, illetve az Országos Földtani Múzeumban (Magyar Állami Földtani Intézet) őrzött csontanyagát. Meg akarták tudni, hogy az erdei cickányként (Sorex araneus) meghatározott maradványok nem-e havasi cickány (Sorex alpinus) maradványok. A Balla-barlang anyagában voltak Sorex csontok, és azok sokszor havasi cickány maradványoknak bizonyultak. Így Magyarországon 4 lelőhelyről, a Vaskapu-barlangból, a Pes-kő-barlangból, a Petényi-barlangból és a Balla-barlangból lett kimutatva havasi cickány. 2012. április 24-én Gazda Attila és Kovács Richárd mérték fel. A felmérés szerint 128,12 méter hosszú, +16,7 méter mély és 48 méter kiterjedésű.
2013. augusztus 12-től a belügyminiszter 43/2013. (VIII. 9.) BM rendelete szerint a Borsod-Abaúj-Zemplén megyei, répáshutai, 5381-1 barlangkataszteri számú és 23925 lelőhely-azonosítójú Balla-barlang régészeti szempontból jelentős barlangnak minősül. Nyírő Ádám Artúr 2015. évi szakdolgozatában meg van említve, hogy a Balla-barlang azok közé a barlangok közé tartozik, amelyekről a szakirodalom alapján egyértelműen nem megállapítható, hogy késő bronzkori lelőhelyek-e, de eldönthetnék a kérdést további kutatások. 2015. november 3-tól a földművelésügyi miniszter 66/2015. (X. 26.) FM rendelete szerint a Balla-barlang (Bükk hegység) fokozottan védett barlang. 2015 novemberétől 2016 áprilisáig Szabó R. Zoltán a 2012. évi felmérés alapján szerkesztette és rajzolta meg alaprajz térképét, vetített-hosszmetszet térképét és 8 keresztszelvényt, amelyek 1:100 méretarányban készültek. A térképlap szerint 128,12 méter hosszú, 48 méter vízszintes kiterjedésű és +16,7 méter mélységű.

## További irodalom
- Hillebrand Jenő: A répáshutai Balla-barlangban talált diluviális gyermekcsontokról. Mathematikai és Természettudományi Értesítő, 1911. 4. füz. 958–969. old.
- Jánossy Dénes: A magyarországi pleisztocén tagolása gerinces faunák alapján. Akadémiai Kiadó, Budapest, 1979.
- Kadić Ottokár: A jégkor embere Magyarországon. Az összes magyarországi leletek összefoglaló ismertetése. Der Mensch zur Eiszeit in Ungarn. Zusammenfassende darstellung sämtlicher funde des eiszeitlichen menschen in Ungarn. A Magyar Királyi Földtani Intézet Évkönyve, 1934. (30. köt.) 1. füz. 1–147. oldal
- Korek József – Patay Pál: A bükki kultúra elterjedése Magyarországon. Magyar Nemzeti Múzeum – Történeti Múzeum, Budapest, 1958. (Régészeti Füzetek Ser. II, 2.)
- Varga Lajos: A dél-bükki Odorvár barlangjai. Földrajzi Közlemények, 1978. (102. [26.] köt.) 2. sz. 181. old.